# Mary Richardson
Mary Raleigh Richardson (1889 – Hastings, 7 novembre 1961) è stata una politica canadese.

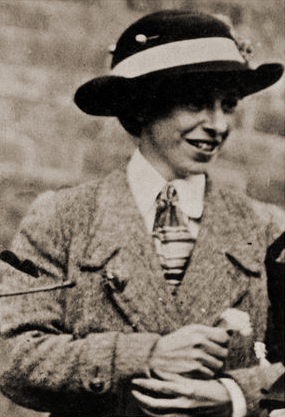
Mary Richardson nel 1913

Celebre suffragetta attiva nel Regno Unito e leader della sezione femminile dell'Unione Britannica dei Fascisti di Oswald Mosley.

## Biografia
All'inizio del ventesimo secolo, il movimento delle suffragette, frustrato dai fallimenti dei tentativi di riforma parlamentare, iniziò a porre in atto strategie di lotta alternative e, in alcuni casi, aggressive. In particolare, l'Unione Sociale e Politica delle Donne, guidata da Emmeline Pankhurst, adottò frequentemente l'utilizzo di forme di vandalismo per attirare l'attenzione verso il tema del suffragio femminile. Mary Richardson fu una devota seguace di Emmeline Pankhurst e del suo movimento.
Arrestata 9 volte in due anni e alimentata forzatamente durante uno sciopero della fame, Mary Richardson riuscì a convincere il Vescovo di Londra a sostenere la causa suffragista e consegnò una petizione a Re Giorgio V saltando sul predellino dell'automobile che lo trasportava. Tuttavia, l'atto che la rese famosa fu consumato il 10 marzo 1914, giorno in cui entrò alla National Gallery e danneggiò il quadro Venere e Cupido di Diego Velázquez. A seguito dell'azione vandalistica diffuse un comunicato in cui spiegò le ragioni del gesto.
Si candidò per la Camera dei comuni nel collegio di Acton alle elezioni generali del 1922; ottenne il 26,2% dei voti arrivando seconda, e non risultò eletta.
Negli anni trenta Mary Richardson, al pari di altre suffragette, si avvicinò al fascismo, aderendo all'Unione Britannica dei Fascisti, di cui divenne leader femminile. Altre suffragette giunte ai vertici del fascismo inglese furono Norah Elam e Mary Allen.
Mary Richardson pubblicò la propria autobiografia, "Laugh a Defiance", nel 1953. Morì ad Hastings il 7 novembre 1961.